# Léon Bérard
Léon Bérard, född 6 januari 1876 och död 24 februari 1960, var en fransk politiker.
Bérard var privatsekreterare hos Raymond Poincaré 1901-1910, och blev deputerad samma år. Han var understatssekreterare i departementet för de sköna konsterna med mera 1912-13. Han var undervisningsminister i Poincarés ministär 1922-24.
Han var senare justitieminister i två omgångar, 1931-32 och 1935-36. 1934 invaldes han i Franska Akademien.